# Diócesis de Gaoua
La diócesis de Gaoua (en latín: Dioecesis Gauana y en francés: Diocèse de Gaoua) es una circunscripción eclesiástica de la Iglesia católica en Burkina Faso. Se trata de una diócesis latina, sufragánea de la arquidiócesis de Bobo-Dioulasso. Desde el 30 de noviembre de 2011 su obispo es Modeste Kambou.

## Territorio y organización
La diócesis tiene 10 411 km² y extiende su jurisdicción sobre los fieles católicos de rito latino residentes en las provincias de Noumbiel y Poni de la región Suroeste.
La sede de la diócesis se encuentra en la ciudad de Gaoua, en donde se halla la Catedral de los Santos Pedro y Pablo.
En 2021 en la diócesis existían 8 parroquias.

## Historia
La diócesis fue erigida el 30 de noviembre de 2011 mediante la bula Cum petitum del papa Benedicto XVI, obteniendo el territorio de la diócesis de Diébougou.

## Estadísticas
Según el Anuario Pontificio 2022 la diócesis tenía a fines de 2021 un total de 28 181 fieles bautizados.
| Año                                                                             | Población            | Población | Población      | Sacerdotes | Sacerdotes    | Sacerdotes    | Bautizados por sacerdote | Diáconos permanentes | Religiosos | Religiosos | Parroquias |
| Año                                                                             | Bautizados católicos | Total     | % de católicos | Total      | Clero secular | Clero regular | Bautizados por sacerdote | Diáconos permanentes | Varones    | Mujeres    | Parroquias |
| ------------------------------------------------------------------------------- | -------------------- | --------- | -------------- | ---------- | ------------- | ------------- | ------------------------ | -------------------- | ---------- | ---------- | ---------- |
| 2011                                                                            | 19 074               | 260 550   | 7.3            | 14         | 14            |               | 1362                     |                      |            | 24         | 6          |
| 2012                                                                            | 19 074               | 260 550   | 7.3            | 14         | 14            |               | 1362                     |                      |            | 24         | 6          |
| 2013                                                                            | 16 465               | 386 632   | 4.3            | 10         | 10            |               | 1646                     |                      |            | 23         | 7          |
| 2016                                                                            | 23 437               | 487 028   | 4.8            | 12         | 12            |               | 1953                     |                      |            | 26         | 7          |
| 2019                                                                            | 26 367               | 455 035   | 5.8            | 23         | 23            |               | 1146                     |                      |            | 31         | 7          |
| 2021                                                                            | 28 181               | 501 900   | 5.6            | 17         | 17            |               | 1657                     |                      |            | 31         | 8          |
| Fuente: Catholic-Hierarchy, que a su vez toma los datos del Anuario Pontificio. |                      |           |                |            |               |               |                          |                      |            |            |            |

## Episcopologio
- Modeste Kambou, desde el 30 de noviembre de 2011